# Laccophilus desintegratus
Laccophilus desintegratus är en skalbaggsart som beskrevs av Régimbart 1895. Laccophilus desintegratus ingår i släktet Laccophilus och familjen dykare. Inga underarter finns listade i Catalogue of Life.